# Drosophila ifestia
Drosophila ifestia este o specie de muște din genul Drosophila, familia Drosophilidae, descrisă de Tsacas în anul 1984.
Este endemică în Zaire. Conform Catalogue of Life specia Drosophila ifestia nu are subspecii cunoscute.